# スカ☆J
『スカ☆J』（スカジェイ）および『スカ☆J 一番星』（スカジェイ いちばんぼし）は、テレビ東京系列で2005年10月5日から2007年3月28日まで放送されていたバラエティ番組。関ジャニ∞の冠番組である。
「スカ☆J」は「スカッとJAPANプロジェクト」の略。

## 概要
『スポパラ』枠の後半として放送された。『裏ジャニ』、『∞のギモン』からリニューアルされた番組。後身番組は『おもてなし音楽バラエティ むちゃ∞ブリ!』であったが、2008年3月25日で終了。

## 出演者
- 関ジャニ∞
  - 横山裕
  - 渋谷すばる
  - 村上信五
  - 丸山隆平
  - 安田章大
  - 錦戸亮
  - 大倉忠義
- 滝井礼乃（テレビ東京アナウンサー）
- 福下恵美

## コーナー
カッコ内は担当メンバー。
- 女の財産 （渋谷、錦戸）
- ウィークリーMANショー （大倉、村上）
- 全国お取り寄せ美女 （横山、安田、丸山）
メンバーが着ているスカジャンは背中の部分にそれぞれの名前が刺繍されている。
それぞれが好きな色を選べる権利があったらしく、一人ひとりスカジャンの模様が違う。
- 2006年4月4日にリニューアルして｢スカ☆J 一番星｣となった後はゲストとのトークがメイン(これは『たかじんnoばぁ〜』や『たけし・さんまの有名人の集まる店』などにも似ている)。

## ネット局と放送時間
| 放送対象地域   | 放送局                     | 系列           | 放送曜日及び放送時間    | 放送日の遅れ |
| -------------- | -------------------------- | -------------- | ----------------------- | ------------ |
| 関東広域圏     | テレビ東京（TX）【製作局】 | テレビ東京系列 | 火曜 24時12分〜24時53分 | -            |
| 北海道         | テレビ北海道（TVh）        | テレビ東京系列 | 火曜 24時12分〜24時53分 | -            |
| 愛知県         | テレビ愛知（TVA）          | テレビ東京系列 | 火曜 24時12分〜24時53分 | -            |
| 大阪府         | テレビ大阪（TVO）          | テレビ東京系列 | 火曜 24時12分〜24時53分 | -            |
| 岡山県・香川県 | テレビせとうち（TSC）      | テレビ東京系列 | 火曜 24時12分〜24時53分 | -            |
| 福岡県         | TVQ九州放送（TVQ）         | テレビ東京系列 | 火曜 24時12分〜24時53分 | -            |
| 石川県         | 北陸放送（MRO）            | TBS系列        | 日曜 25時30分〜26時10分 | 26日遅れ     |
| 滋賀県         | びわ湖放送（BBC）          | 独立UHF局      | 日曜 25時00分〜25時40分 | 33日遅れ     |
| 鳥取県・島根県 | 日本海テレビ（NKT）        | 日本テレビ系列 | 水曜 24時31分〜25時16分 | 22日遅れ     |
| 大分県         | 大分放送(OBS)              | TBS系列        | 土曜 16時00分〜16時40分 | 123日遅れ    |

## スタッフ
- ナレーター：服部潤
- 構成：佐藤修、いまなみゆうすけ
- リサーチ ：タイムテーブル
- カメラマン：三好哲也（池田屋）
- VE (ビデオエンジニア) ：中村寿昌（池田屋）
- 編集：小宮純一（麻布プラザ）
- MA：岡崎博之（麻布プラザ）
- 音効：ZACK
- ディレクター：清水俊雄（テレビ東京）、野口詠介、鈴木伸嘉（メディア・バスターズ）
- プロデューサー：梅崎陽
- 統括プロデューサー：川原愼
- 企画協力：ジャニーズ事務所
- 制作協力：メディア・バスターズ
- 製作著作：テレビ東京